# ニューヘブリディーズ諸島

現在のバヌアツの位置

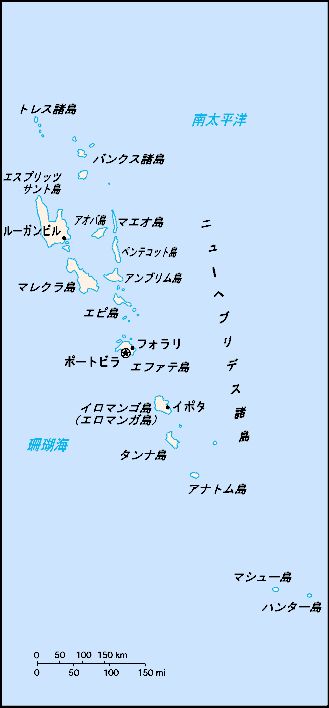
現在のバヌアツの地図。

ニューヘブリディーズ諸島（ニューヘブリディーズしょとう、英語: New Hebrides、ヌーベルゼブリード諸島、フランス語: Nouvelles-Hébridesとも）は南太平洋・バヌアツの主要部を構成する諸島。バヌアツの独立前の呼称でもある。この名は、スコットランド西方のヘブリディーズ諸島に由来する。メラネシア・ソロモン諸島の南東方に連なる。
1606年にペドロ・フェルナンデス・デ・キロスが到達しており、18世紀にはジェームズ・クックも一時上陸している。1887年にイギリス・フランスの両海軍管下となり、1906年に両国の共同統治となった（共同統治領ニューヘブリディーズ）。この共同統治は、1980年にバヌアツが独立するまで継続した。
諸島は南北方向に分布しており、東経168度付近、南緯15度から20度にかけて分布する。主島は面積約3,956km2で諸島最大のエスピリトゥサント島であり、次いでマレクラ島、エファテ島、エロマンガ島、アンブリム島、タナ島などが存在する。火山活動によって形成された島が多いが、すでに火山活動は停止しており、海岸部にはサンゴ礁が発達している。火山であったことから、島の標高も高く、エスピリトゥサント島のタブウェマサナ山は標高1,878mとなっている。
熱帯雨林気候であり、諸島の7割が森林に覆われている。